# カッパ・ノベルス
カッパ・ノベルス（KAPPA NOVELS）は、株式会社光文社が1959年から発行している新書（ノベルズ）レーベル。

## 歴史

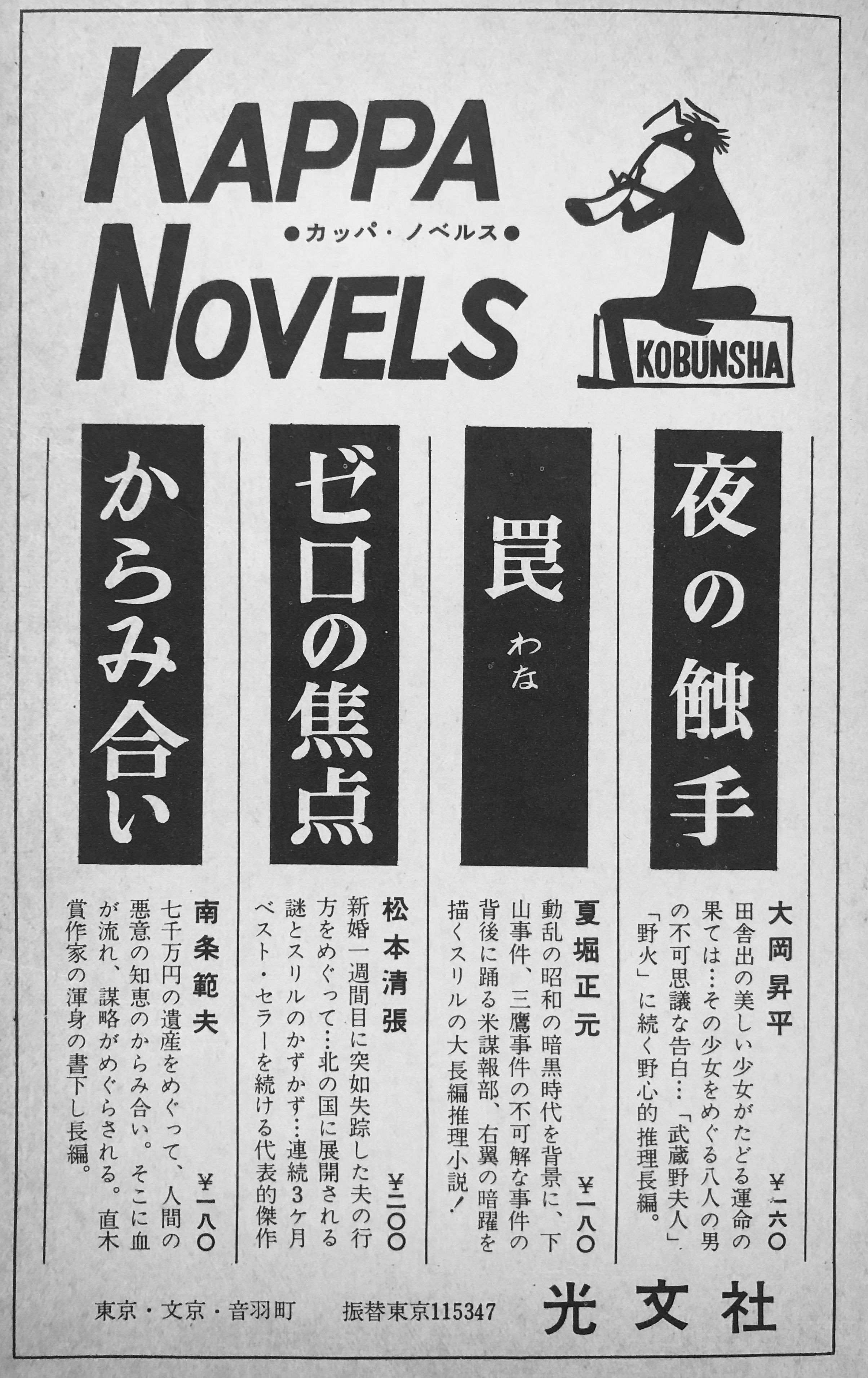
カッパ・ノベルスの広告（1960年）

1959年12月、光文社の神吉晴夫が創刊した新書版「カッパ・ブックス」の姉妹編として誕生した。第1回配本は、松本清張『ゼロの焦点』と南條範夫『からみあい』の2冊であった。創刊編集長は伊賀弘三良。
1960年代は、松本清張がミリオンセラーとなった『砂の器』などヒット作を連発、看板作家となったが、高木彬光、水上勉、城山三郎らの人気作家も次々に作品を出版し、大岡昇平や柴田錬三郎、石原慎太郎らの作品も刊行された。当時は月2冊のペースで刊行されていた。新聞への大型広告掲載による大宣伝を特徴とし、戦後のエンタテイメント小説史を代表する傑作を多く生み出した。
1970年代には、森村誠一や夏樹静子らミステリー作家の新人をラインナップに加え、刊行ジャンルはエンタテイメント全般に広がった。小松左京のSF『日本沈没』は上下巻計380万部以上を記録、最大のヒット作品となった。
1978年には赤川次郎の三毛猫ホームズシリーズが刊行を開始、また西村京太郎の十津川警部シリーズが『寝台特急殺人事件』を契機にベストセラー化、看板シリーズとなった。
1980年代に入り、カドカワノベルズや講談社ノベルスなど、他社のノベルス参入が相次いだが、檜山良昭などの架空戦記小説や菊地秀行などの伝奇バイオレンス小説が人気を博し、刊行点数が大幅に増加、多彩さを増した。1990年代の代表的なベストセラーとして、大沢在昌の新宿鮫シリーズがある。
創刊以来、表紙下部に作品タイトルと作品ジャンルを付す特徴的なカバーを持っていたが、2000年以降はリニューアルを重ねている。
2009年、創刊50周年を記念して人気作家によるアンソロジー『Anniversary50』を刊行した。2018年現在、光文社の出版物中「カッパ」の名称を保持する唯一のレーベルとなっており、刊行ペースは年に数点前後となっている。

## 主な作品
- 『ゼロの焦点』『砂の器』『Dの複合』（松本清張）
- 『白昼の死角』『邪馬台国の秘密』（高木彬光）
- 『黄土の奔流』『追いつめる』（生島治郎）
- 『新幹線殺人事件』『悪魔の飽食』『続・悪魔の飽食』（森村誠一）
- 『新編三光 第1集』(中国帰還者連絡会編)　第2集未刊
- 『日本沈没』（小松左京）
- 『神聖喜劇』（大西巨人）カッパノベルス版は未完
- 三毛猫ホームズシリーズ（赤川次郎）
- 『寝台特急殺人事件』『終着駅殺人事件』（西村京太郎）
- 新宿鮫シリーズ（大沢在昌）